# 博茨瓦纳传统法院
博茨瓦纳传统法院（Botswana Customary Court）是博茨瓦纳司法系统的一个重要构成，用来处理一些轻微的民事纠纷和刑事犯罪（the Customary Courts Act,Botswana)。传统法院一般由酋长（英语Chief,博茨瓦纳语Kgosi)来主持审判，由警察作为公诉人进行起诉，原告和被告都要出庭，证人也要按照法庭要求出庭。传统法院也可以由酋长代表来执行审判。判处的刑罚分为罚款、鞭刑、有期徒刑以及其他惩罚。其中鞭刑很有特色，就是把已经在法庭上认罪或判有罪的人拉到传统法院附近的一个执行场所，命犯罪人脱下裤子包括内裤，露出臀部，当众在臀部上抽打。被判鞭刑的罪人一般很少为女性。抽打的工具一般为树枝条或鞭子。传统法院对轻微的犯罪的惩罚因为程序简捷、判决迅速、而减轻了其他级别的法院的工作负担，同时也减轻了许多犯罪嫌疑人的法律程序上的麻烦并且节约了他们一些时间。